# Miklós Wesselényi
Dans le nom hongrois Wesselényi Miklós, le nom de famille précède le prénom, mais cet article utilise l’ordre habituel en français Miklós Wesselényi, où le prénom précède le nom.
Le baron Miklós Wesselényi (ifjabb hadadi báró Wesselényi Miklós en hongrois), né le 30 décembre 1796 à Zsibó et mort le 21 avril 1850 à Pest, est un homme politique hongrois du XIXe siècle. Membre de l'Académie hongroise des sciences, il fut l'un des chefs de file de l'opposition libérale hongroise et transylvaine à la chambre haute entre 1825 et 1840, et l'un des initiateurs de la Révolution hongroise de 1848.

## Débuts
Wesselényi est le fils du baron Miklós Wesselényi (hu) (1750-1809), officier et homme politique hongrois et transylvain opposé à l'absolutisme viennois, et de Heléna nagyajtai Cserey (1754-1830). Il est élevé au château familial par János Tőkés et Mózes Pataky dans le sens le plus libéral et patriotique. Il  hérite de la force physique de son père et, sportif accompli, pratique lui-même différents sports comme l'équitation et la natation. Wesselényi entre en politique en 1818 comme beaucoup de jeunes gens de son milieu, en prenant des positions mineures à de nombreuses Diètes de comté. Il voyage en Europe de l'ouest (France, Angleterre) avec son ami le comte István Széchenyi de 1821 à 1822. Réalisant la nécessité de leur Hongrie natale de rattraper son retard de développement par rapport aux autres états européens, ils deviennent figures de proue de l'opposition progressiste à la Chambre des magnats et promeuvent un programme de réformes et de développement économique et national. Le gouvernement des Habsbourg observait avec méfiance et une profonde suspicion le mouvement nationaliste et prit de plus en plus de mesures oppressives pour le freiner.

## Réalisations
Wesselényi abolit plusieurs lois et coutumes féodales sur ses terres, libère ses serfs, construit et dirige des écoles sur son propre argent, et organise des conférences sur l'agriculture moderne pour ses anciens sujets. Il établit une imprimerie à Kolozsvár afin de promouvoir ses idées. Il est élu membre honoraire de l'Académie hongroise des sciences en 1831.

Il publie en 1833 un essai politique, « Préjudices » (Balítéletek), qui est immédiatement interdit par le gouvernement des Habsbourg. Wesselényi devient lors de la Diète de 1834 l'un des leaders politiques de l'opposition lorsque plusieurs de ses discours attaquent les institutions féodales. Il fait imprimer et distribuer les minutes de la Diète afin de donner de la publicité aux débats. Pour ces activités, le gouvernement le traduit en justice pour incitation à l'agitation, l'exploitation d'une presse d'imprimerie sans autorisation royale et pour l'un de ses discours où il appelle au rachat générale des terres. Son long procès est alors au centre de la vie politique et du mouvement des réformes du pays. Son défenseur est Ferenc Kölcsey.
Wesselényi prend part aux sauvetages de 1838 et sauve de nombreuses vies quand plusieurs quartiers de Pest sont sous les eaux. 

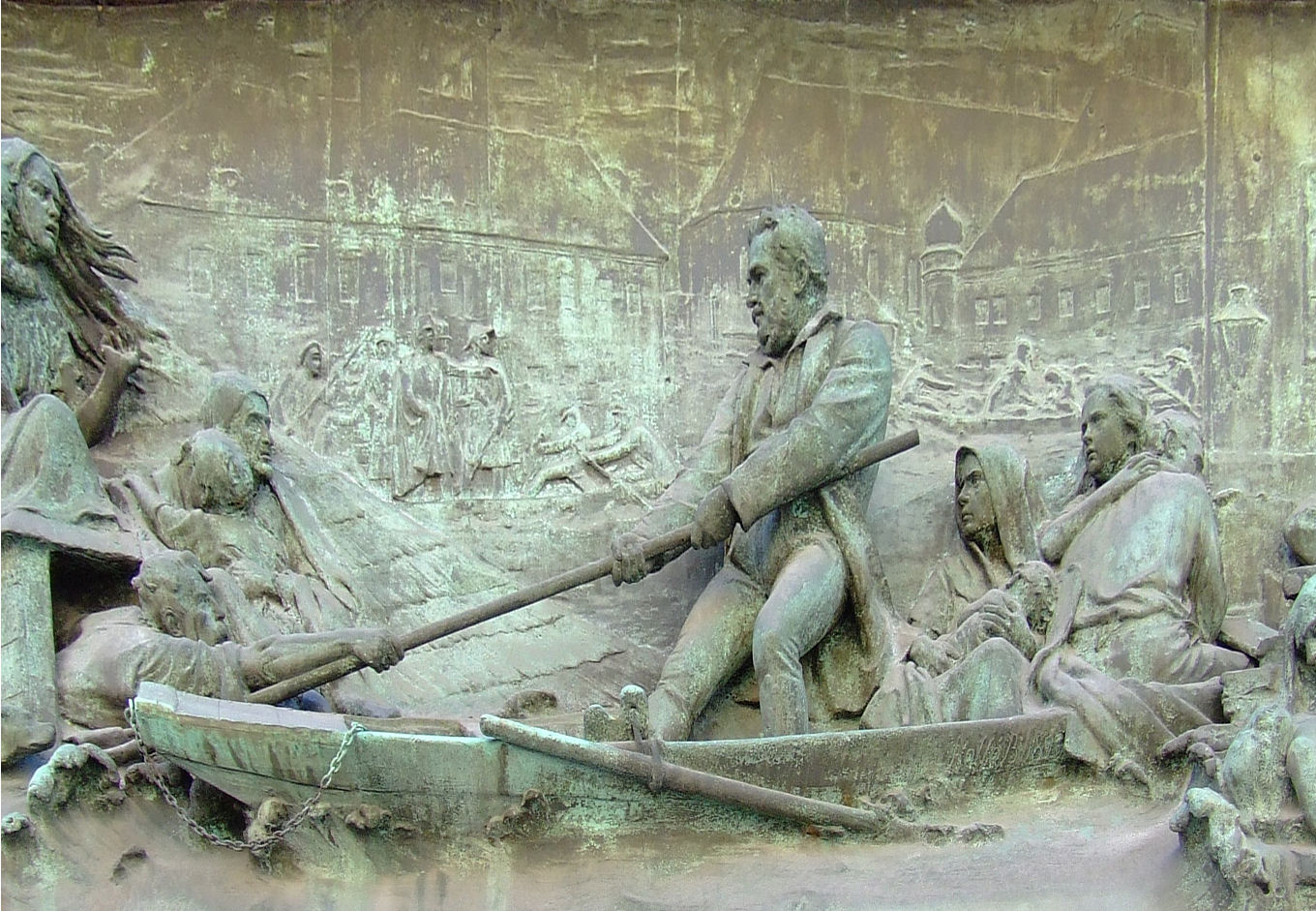
Wesselényi en « batelier de l'inondation » (árvízi hajós), prenant part aux sauvetages en 1838, quand plusieurs quartiers de Pest étaient sous deux mètres d'eau. Relief de Barnabás Holló, 1895, mur nord de l'église des Franciscains.

## Prison
Son procès enfin terminé, il est condamné à trois ans de prison. Après deux mois au château de Buda, il commence à souffrir d'une affection oculaire grave et est autorisé à se rendre à Gräfenberg (Lázně Jeseník) en Moravie avec sa famille pour se soigner. Il revient en 1843 presque aveugle et fortement diminué. Il retourne à Zsibó où il occupe des postes mineurs au sein du gouvernement local du comté. Il s'occupe beaucoup par la suite d'agriculture, des foyers pour enfants et de l'introduction et de l'extension de l'industrie de la soie en Hongrie. 

## Dernières années
Gravement malade, il prend cependant part aux premières étapes de la Révolution hongroise de 1848. Il a un rôle clé dans la persuasion de la Diète de Transylvanie à proclamer son union avec la Hongrie, l'un des objectifs importants de la Révolution. Voyant le développement et la radicalisation des événements, comme son ami le comte Széchenyi et une partie de l'aristocratie réformatrice, il est lui aussi désabusé. Il quitte la Hongrie en septembre 1848 sous le prétexte de continuer son traitement médical à Gräfenberg, accompagné de Anna Lux, épousée en 1845, qui le soutient fidèlement. Il décède d'un pneumonie en 1850 sur le chemin du retour à Budapest.